# Blöttjärnarna
Blöttjärnarna är en sjö i Härjedalens kommun i Hälsingland som ingår i Ljungans huvudavrinningsområde.